# 無論生病的時候，健康的時候
《無論生病的時候，健康的時候》（日語：やめるときも、すこやかなるときも）改編至日本小說家窪美澄同名小說。由藤谷太輔及奈緒主演。 此劇講述一位無法忘記過去的家具職人跟一位不懂愛情的上班族女性，心中都有故事的兩人，在遇見彼此之後到開始交往，從互相不暸解到試圖去暸解的過程中，彼此互相療癒的故事。
2020年1月20日起，本劇於每週二日本時間凌晨0:59-1:29，在日本電視台播放。

## 故事簡介
一位無法忘記過去傷痛而導致每年12月都會短暫產生心因性的失語症狀的家具職人，一位想藉由婚姻去改變無法逃避的生活現況的平凡上班族。兩人相遇之後，分別碰上了對方最想隱藏的那一面，因而開始交往。然而兩人內心中，都有太多的傷痛，在互相暸解彼此的傷痛時，他們也在互相療癒彼此。

## 演員陣容
- 須藤壹晴〈30〉- 藤谷太輔 飾

家具職人。
每年12月10日，因為沒辦法忘懷的過去，導致心因性的失語現象。認識櫻子前，常常有一夜情對象。
- 本橋櫻子〈26〉- 奈緒 飾

在廣告公司的平凡上班族。
著急著想結婚，因此前男友以太沈重為由跟她分手。因為家庭因素，沒有時間好好的戀愛。認識壹晴之後，莫名被他吸引，很想知道他失語的原因。
- 佐藤哲〈67〉- 火野正平 飾

壹晴跟優太的師傅，很希望壹晴能找個人講述過去的事。
- 柳葉優太〈30〉- 五關晃一（A.B.C-Z）飾

小餐館老闆。
曾和壹晴在同一個師傅底下學習做家具。
- 水沢彩芽〈26〉- 金澤美穗 飾

櫻子的同事兼好友。
- 本橋勝己〈58〉- 遠山俊也 飾

櫻子父親。因為爺爺傳承下來的公司在他接手後，不幸倒閉，而整天以酒代水，也常在喝醉酒後打老婆和櫻子。
- 本橋幸枝〈54〉- 手塚理美 飾

櫻子母親。雖然長期忍受丈夫醉後的毆打，不過不忍丈夫一個人生活，還是不肯離婚拋棄。
- 朝倉桃子〈23〉- 淺見姬香 飾

櫻子妹妹，已婚，有一個小孩。
- 大島真織- 中井友望 飾

壹晴的初戀。單親家庭，必需半工半讀賺錢維持生計。夢想是研究數學。因一場交通意外而去世。

## 出版書籍
| 書名                             | 作者   | 發售日期       | ISBN              | 出版社 |
| -------------------------------- | ------ | -------------- | ----------------- | ------ |
| やめるときも、すこやかなるときも | 窪美澄 | 2017年3月24日  | 978-4-08-771052-6 | 集英社 |
| やめるときも、すこやかなるときも | 窪美澄 | 2019年11月20日 | 978-4-08-744044-7 | 集英社 |

## 原聲帶
- 《Memento》演唱：Kis-My-Ft2

## 收視率
| 集數 | 播放日期  | 收視率 |
| ---- | --------- | ------ |
| 1    | 2020/1/21 |        |
| 2    | 2020/1/28 |        |
| 3    | 2020/2/4  |        |
| 4    | 2020/2/11 |        |
| 5    | 2020/2/18 |        |
| 6    | 2020/2/25 |        |
| 7    | 2020/3/3  |        |
| 8    | 2020/3/10 |        |
| 9    | 2020/3/17 |        |
| 10   | 2020/3/24 |        |
|      |           |        |

## 外部連結
- 小說官方網站 （页面存档备份，存于）（日語）
- 電視劇官方網站 （页面存档备份，存于）（日語）
- 電視劇官方Twitter（日語）
- 電視劇官方Instagram（日語）